# Post Mortem (gra komputerowa)
Post Mortem (łac. po śmierci) – komputerowa gra przygodowa firmy Microïds. Postacie w grze są trójwymiarowe, zaś tła są dwuwymiarowe. Bohater prowadzi śledztwo w sprawie tajemniczej śmierci dwojga amerykańskich turystów. Dystrybucją w Polsce zajęła się firma Cenega Poland. Gra została pozytywnie odebrana przez krytyków otrzymując średnią 71% w serwisie Metacritic.

## Fabuła

### Bohaterowie
Głównym bohaterem gry jest Gustav MacPherson, amerykański detektyw, który przeniósł się do Paryża i zajął malarstwem. W grze występują także takie osoby, jak np. Sophia Blake, Gregoire de Allepin i Frank Kaufner.

### Główne wątki
Gracz ma za zadanie odnaleźć mordercę, który w bestialski sposób zabił parę turystów nazwiskiem Whyte w renomowanym paryskim hotelu Orphée. Zadanie Gustavowi zleca piękna Sophia Blake, podająca się za siostrę zabitej. Jak się później okaże, sprawa wygląda zupełnie inaczej, niż się wydaje na początku i zaczyna wybiegać poza ramy życia i śmierci.

## Technikalia
Postaci w grze są trójwymiarowe, ale co do teł autorzy zastosowali rozwiązanie znane wcześniej na przykład z gry Myst. Otoczenie sprawia wrażenie trójwymiarowego, ale tak naprawdę bohater znajduje się w środku "kuli" zewsząd wytapetowanej płaskimi teksturami. Dzięki temu karta graficzna nie musi renderować skomplikowanej grafiki 3D, a mimo to możemy rozglądać się w dowolnym kierunku w pionie i poziomie.
Świat obserwujemy z oczu bohatera, ale widzimy go w czasie rozmów, skryptowanych animacji i prerenderowanych filmów.
Gra jest dość brutalna, ponieważ MacPherson ma nadnaturalne zdolności i miewa wizje morderstwa. Poziom przemocy w filmach przedstawiających wizje został obniżony przez to, że właściwie cały krwawy fragment to pokaz slajdów.